# Азе сир Ендр
Азе сир Ендр (фр. Azay-sur-Indre) је насељено место у Француској у региону Центар, у департману Ендр и Лоара.
По подацима из 2011. године у општини је живело 385 становника, а густина насељености је износила 27,72 становника/km².

## Демографија
| 1962. | 1968. | 1975. | 1982. | 1990. | 2011. |
| ----- | ----- | ----- | ----- | ----- | ----- |
| 341   | 307   | 272   | 289   | 309   | 385   |